# Madéfalva
Madéfalva (1899-ig Csík-Madéfalva, románul Siculeni) falu Romániában, Hargita megyében. A székelyek lakta falu neve mára egybeforrt a „madéfalvi veszedelem” kifejezéssel.

## Fekvése
A csíki medencében található felcsíki falu Csíkszeredától 10 km-re északra, a Madéfalvi Hargita lábánál (1710 m), a Mórhegyese aljában, 680 m magasságban települt az Olt két partján fekszik.

## Története
Eredeti neve Amadéfalva volt. Első birtokosáról kapta a nevét. A falut már 1333-ban említik Csíkrákos fiókegyházaként, de önálló községként csak 1567-ben szerepel még Amadéfalva néven.

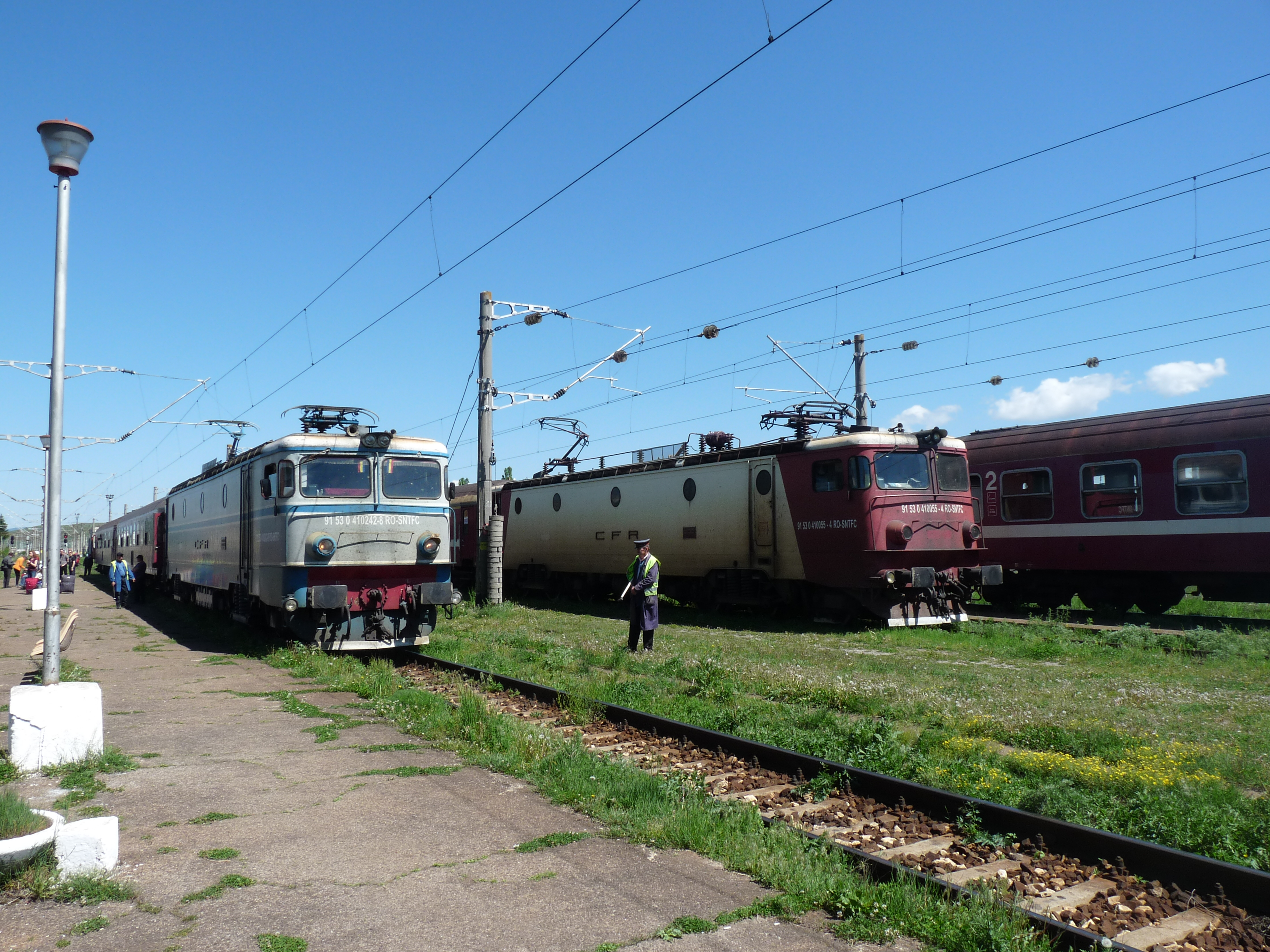
Madéfalva vasútállomás

1764. január 7-én az osztrák császári katonaság itt mészárolt le több száz székelyt, akik tiltakoztak a határőrezred felállítása ellen, és az adóztatás ellen. Ezt a gyalázatos eseményt „siculicidiumnak” vagy „madéfalvi veszedelemnek” nevezik. Ezután indult meg a székelyek tömeges kivándorlása. 1910-ben 1908, túlnyomórészt magyar lakosa volt. A trianoni békeszerződésig Csík vármegye Felcsíki járásához tartozott. 1992-ben 2812 lakosából 2644 magyar és 167 román volt.
2004-ben kivált a községből Csíkcsicsó és Csaracsó, valamint Csíkrákos és Göröcsfalva, amelyekből megalakult az önálló Csíkcsicsó község, illetve Csíkrákos község.

## Jelene
A település fontosabb részei Patakelve, Alszeg, Vargaszeg, Állomás környéke, és a Főút mellett. A falu plébánosa Bartalus Jakab Zoltán. A „Zöld Péter” Általános Iskola igazgatója Máté Sándor volt 2022-ig. 2022-től Forró Hajnalka vezeti a település oktatási intézményeit.

### Látnivalók
- Az 1764. évi mészárlás helyén 1905. október 8-án avatták fel az emlékművet Köllő Miklós alkotását, a helyén egykor állt sírkereszt a csíkszentmihályi templom kertjében áll.[3]
- Római katolikus temploma 1913-14-ben épült Jézus Szíve tiszteletére.[3]

## Testvérváros
- Herend
- Mogyoród

## Híres emberek
- Itt született 1571-ben Szentandrási István erdélyi püspök.
- Itt született 1727-ben Zöld Péter római-katolikus pap, az 1762–1764 közötti, kényszersorozások elleni székely ellenállás egyik vezetője.
- Itt született 1747-ben Szentes Antal Regináld ferences szerzetes, színműíró.
- Itt született 1784-ben Tamás András honvéd alezredes az 1848–49-es forradalom és szabadságharc leverése után kivégzett vértanú.